# Stine Frantzen
Stine Frantzen (* 29. Januar 1984) ist eine ehemalige norwegische Fußballspielerin.

## Karriere

### Vereine
Frantzen spielte im Seniorinnenbereich zunächst für den in Harstad ansässigen Medkila Idrettslag von 2001 bis 2003 in der 1. Divisjon, der zweithöchsten Spielklasse im norwegischen Frauenfußball. Für die Mannschaft kam sie in den ersten beiden Spielzeiten jeweils und lediglich zweimal in den Spielrunden um den nationalen Vereinspokal zum Einsatz. In der Spielzeit 2003 wurde sie in allen Pokalrunden eingesetzt – auch im Finale im Ullevaal-Stadion. In diesem gelang ihr mit der Mannschaft der 2:1-Sieg über den Erstligisten, amtierenden Meister und Favoriten Kolbotn IL der erste Titelgewinn, der einer Sensation gleichkam; dazu trug sie mit der 1:0-Führung bereits in der sechsten Minute bei. In dieser Spielzeit kam sie auch ein einziges Mal in der Spielklasse zum Einsatz; im mit 2:1 gewonnenen Punktspiel gegen die Frauenfußballmannschaft von Skeid Oslo im Harstad-Stadion. Damit trug sie zum späteren und ersten Aufstieg in die Toppserien bei. In dieser Spielklasse wurde sie zwölfmal eingesetzt, in denen sie vier Tore erzielte. Ihr Erstligadebüt gab sie am 12. Juni bei der 1:5-Niederlage im Heimspiel gegen den Røa IL mit Einwechslung in der 65. Minute für Hrefna Huld Johannesdottir. Ihr erstes Tor in der höchsten Spielklasse gelang ihr am 19. Juni beim 1:1-Unentschieden im Auswärtsspiel gegen den IL Sandviken mit dem Treffer zum 1:0 in der zehnten Minute. Da ihre Mannschaft zum Spielzeitende 2004 in die 1. Divisjon zurückkehren musste, verließ sie den Verein und begab sich nach Tromsø in die Provinz Troms, in der sie in Harstad mit dem Fußballspielen einst begann. Dort bestritt sie von 2005 bis 2009 für den Idrettsforeningen Fløya 66 Punktspiele und erzielte 14 Tore in der höchsten Spielklasse.
Nach einer zweijährigen Abwesenheit vom Fußballsport, kehrte sie im Jahr 2011 zum Medkila IL zurück und bestritt bis Spielzeitende 2013 21 Punktspiele, in denen sie vier Tore erzielte.

### Nationalmannschaft
Ihr Debüt als Nationalspielerin für den NFF gab sie am 11. Mai 2001 in der U17-Nationalmannschaft bei der 1:4-Niederlage im Freundschaftsspiel gegen die U17-Nationalmannschaft Schwedens in Vanløse. Diesem folgten weitere fünf Länderspiele, in denen ihr am 5. Juli 2001 in Rygge bei der 1:7-Niederlage gegen die U17-Nationalmannschaft Deutschlands mit dem Treffer zum 1:1 in der siebten Minute ihr erstes Länderspieltor gelang. Für die U19-Nationalmannschaft kam sie vom 17. Februar 2002 bis zum 1. August 2003 in 13 Länderspielen zum Einsatz, in denen sie vier Tore erzielte. Mit der Teilnahme ihrer Mannschaft an der in Deutschland vom 25. Juli bis zum 3. August 2003 ausgetragenen Europameisterschaft kam sie in allen drei Spielen der Gruppe B zum Einsatz, wie auch im Halbfinale, in dem ihr ein Tor gelang. Im Finale, zwei Tage später in Leipzig, dass mit 0:2 gegen die U19-Nationalmannschaft Frankreichs verloren wurde, kam sie nicht zum Einsatz.
In La Manga del Mar Menor bestritt sie zwei Länderspiele für die U21-Nationalmannschaft, die am 18. und 21. Februar gegen die U21-Nationalmannschaft Frankreichs mit 1:1-Unentschieden und mit der 1:3-Niederlage endeten. Für die A-Nationalmannschaft debütierte sie am 7. März 2004 im fünften Spiel der EM-Qualifikationsgruppe 2 beim 6:1-Sieg über die Nationalmannschaft Belgiens und beteiligte sich mit dem Treffer zum 2:0 in der 35. Minute an diesem. Am 6. und 31. Mai 2005 wurde sie in zwei Vorbereitungsspielen für die anstehende Europameisterschaft in England, eingesetzt (0:1 vs. England; in Barnsley und 3:0 vs. Kanada; in Sarpsborg). In der Endrunde des Turniers bestritt sie alle drei Spiele der Gruppe B, das Halbfinale und Finale.

## Erfolge
Nationalmannschaft
- Finalist Europameisterschaft 2005
- Finalist U19-Europameisterschaft 2003

Medkila IL
- Norwegischer Pokal-Sieger 2003